# Rodrigo Orlando Cabrera Cuéllar
Rodrigo Orlando Cabrera Cuéllar (ur. 14 marca 1938 w Teotepeque, zm. 14 czerwca 2022 w Santiago de María) – salwadorski duchowny rzymskokatolicki, w latach 1984–2016 biskup Santiago de María.

## Życiorys
Święcenia kapłańskie przyjął 6 stycznia 1962. 23 grudnia 1983 został prekonizowany biskupem Santiago de María. Sakrę biskupią otrzymał 11 lutego 1984. 4 stycznia 2016 przeszedł na emeryturę.